# Domenico Maria Federici

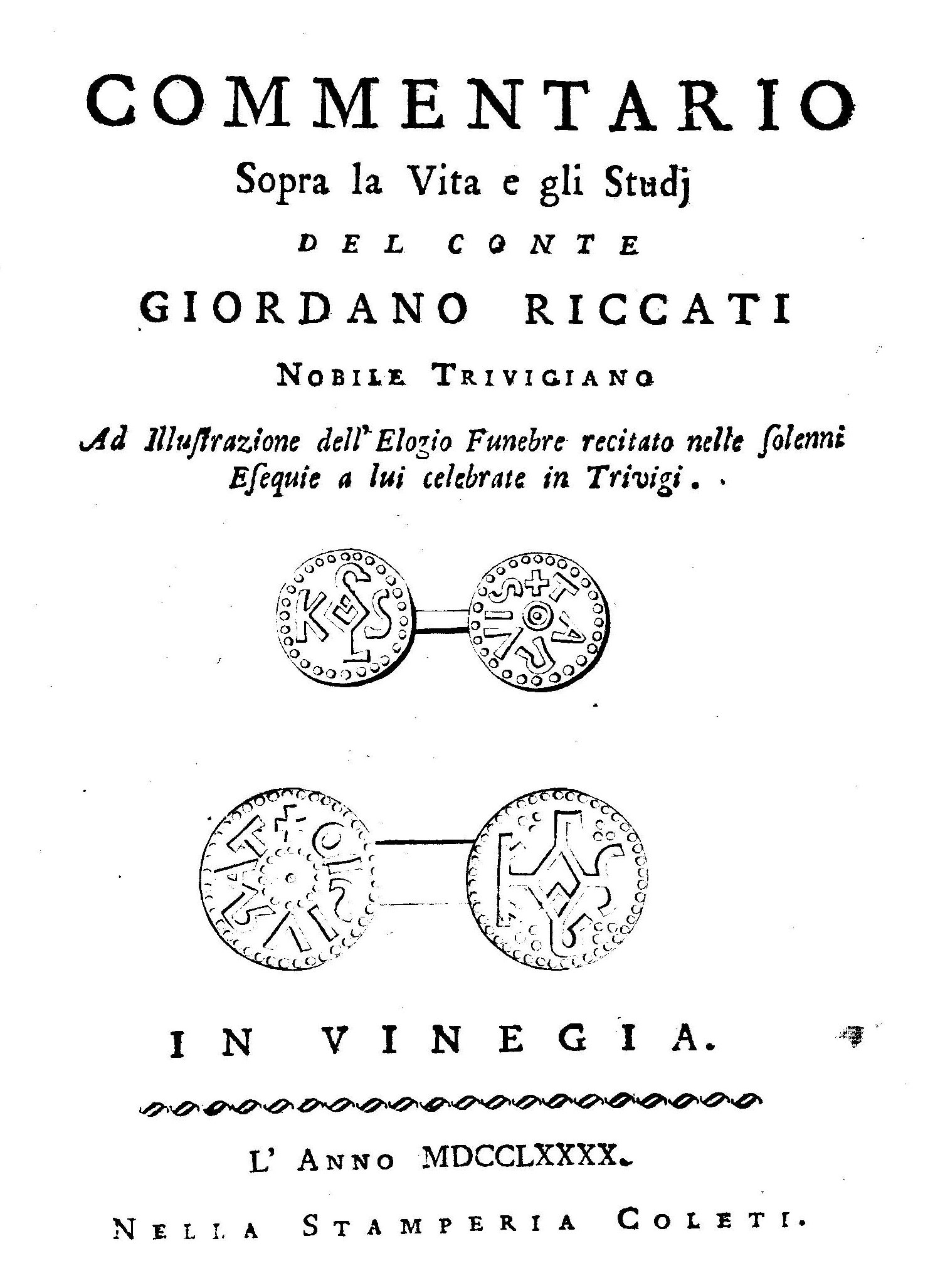
Commentario sopra la vita e gli studi del conte Giordano Riccati, 1790

Domenico Maria Federici (Verona, 1739 – Treviso, settembre 1808) è stato un religioso e storico italiano.

## Biografia
Figlio di Lorenzo e di Caterina de' Paulazzi, compì nella città natale, presso i Gesuiti i primi studi. All'età di sedici anni prese i voti a Venezia ed entrò nell'Ordine dei domenicani venendo subito assegnato al convento annesso alla Chiesa di San Nicolò a Treviso. Proseguì la formazione scolastica a Bologna, Genova e Padova. Completati gli studi, fu nominato lettore prima nel noviziato domenicano di Udine, poi in quello di Padova. In questo ateneo conseguì infine la laurea in teologia. Ritornato a Treviso, ebbe l'incarico di professore di teologia dogmatica e di storia ecclesiastica nel seminario vescovile di S. Nicolò.
Federici si dedicò in particolare agli studi di storia e di antiquaria, interessandosi in particolare alla storia locale. Tra le sue opere ricordiamo infatti l'Istoria de' cavalieri gaudenti, in due tomi (Venezia, 1787), a proposito delle vicende di questo ordine equestre tra il XIII e il XVIII secolo, le Notizie storico-genealogiche della famiglia de' signori da Camino (Venezia, 1788), stampata a complemento della Storia della Marca trevigiana e veronese di Giovanni Battista Verci. La scomparsa, nel 1790, del matematico trevigiano Giordano Riccati fu poi occasione per affiancare all'elogio funebre, affidato allo stesso Federici, un Commentario sulla vita e gli studi del co. Giordano Riccati nobile trevigiano (Venezia, 1790). La Biblioteca comunale di Treviso conserva poi il manoscritto degli Abbozzi e materiali per un'opera sull'Università, sulle scuole e librerie di Treviso (manoscritto 576) che comprende anche le Notizie spettanti a Luigi Lollino vescovo di Belluno che donò i propri codici alla Biblioteca Capitolare; gli abbozzi per un'opera sulla storia letteraria trevigiana (ms. 577): risulta completata soltanto la parte relativa ai secoli di dominazione romana, mentre allo stato di abbozzo sono le parti relative ai secoli IV-X; Storia del Polifilo, ossia spiegazione del sogno di fr. Francesco Colonna detto il Polifilo (ms. 575); Della facoltà teologica nello Studio di Padova in sei volumi, (ms. 151); una Miscellanea (ms. 590) che comprende: Monumenti aneddoti intorno alla vita e al culto del beato Benedetto XI, papa trevigiano; Saggio d'illustrazioni storiche trevigiane;  Storia del convento di S. Nicolò di Trevigi dell'Ordine dei predicatori; Pinacoteca vetus et nova Tarvisina, seu pictarum imaginum et lapidum in duplici Musaeo domus S. Nicolai Ord. praed. apud Tarvisium celebrata explicatio; Additiones scholis fratrum praedicatorum.
Recatosi per due anni a Roma, ebbe modo di frequentare Stefano Borgia. Fu proprio il cardinale ad affidargli l'incarico di comporre un'opera sul frate domenicano Giovanni Giocondo, architetto ed erudito veronese del XVI secolo, cui si deve la famosa loggia di Piazza dei Signori nella città scaligera oltre che i sistemi di difesa delle città di Monselice, Legnago, Padova e Treviso. L'opera, in tre volumi, si sarebbe dovuta intitolare Il convito borgiano, in memoria di una cena offerta dal cardinale a palazzo Barberini durante la quale si era svolta una discussione tra i letterati presenti intorno all'Ordine monastico di appartenenza di fra' Giovanni Giocondo. La morte del Borgia ne impedì la pubblicazione ma una copia manoscritta (ma.164) è conservata nella Biblioteca comunale di Treviso.
Dopo la morte del canonico Rambaldo degli Azzoni Avogaro, storico che in vita non ebbe, in ambito trevigiano, veri rivali, poté egli dar libero sfogo alle sue fantasie storiche. Conviene, dunque a chi volesse studiare qualche secolo della nostra cultura, risalire alle fonti; solamente giovandosi del Federici come d'una guida innamorata. Tornato a Treviso, Federici pubblicò, infatti, i due volumi delle Memorie trevigiane sulle opere di disegno dal 1100 al 1800 per servire alla storia delle belle arti in Italia (Venezia 1803) e le Memorie trevigiane sulla tipografia del sec. XV per servire alla storia letteraria e delle belle arti d'Italia (Venezia 1805), nelle quali sostenne che gli artisti e i tipografi trevigiani (tra questi ultimi Panfilo Castaldi, che viene da lui ritenuto inventore della stampa, e Giovanni Leonardo Longo, il quale però, lamenta il Federici, mai venne a stampare in Trevigi sua patria) erano stati, nelle rispettive discipline, grandi iniziatori e innovatori. Queste opere, entusiasti panegirici del ruolo avuto dalla città di Treviso in tutti i campi della cultura, suscitarono numerose polemiche a causa di varie affermazioni prive di fondamento e di frequenti imprecisioni nella citazione di documenti. Severo fu soprattutto il giudizio di Giannantonio Moschini.
La polemica si concluse soltanto con la morte del Federici, avvenuta a Treviso nel 1808.
Le numerose opere inedite, gli zibaldoni e un copioso materiale documentario, raccolto in decenni di ricerche, furono in seguito donati, insieme ad un nutrito carteggio con numerosi studiosi ed eruditi italiani, dall'amico canonico Giambattista Rossi alla Biblioteca comunale di Treviso.

## Opere
- Domenico Maria Federici, Commentario sopra la vita e gli studi del conte Giordano Riccati nobile trivigiano ad illustrazione dell'elogio funebre recitato nelle solenni esequie a lui celebrate in Trivigi, In Vinegia, nella Stamperia Coleti, 1790. URL consultato il 13 giugno 2015.